# Иван Настовић
Иван Настовић (Вртиште, 3. март 1932 — Београд, 28. јул 2013) био је доктор психолошких наука, специјалиста за клиничку и дубинску психологију и психотерапеут.

## Биографија
Рођен је у Вртишту али је у Београду завршио основну и средњу школу. Након завршених докторских студија на психологији одлази на једногодишњу специјализацију на Неуропсихијатријској клиници у Бечу. Тамо похађа психодраму Јакоба Морена.
Одлази на двогодишњу специјализацију у Цирих код творца шикзал-анализе Леополда Сондија. Стиче диплому специјалисте за дубоку психологију и постаје експерт за нову теорију нагона и дијагностиковање нагона познато као Сондијев тест. У оквиру едукативне анализе девет месеци је асистирао Сондију у анализи Каиновог и Едиповог комплекса, чији су резултати објављени у Сондијевој књизи о Каиновом комплексу (1969). На Јунговом институту четири месеца слуша предавања Мари Луизе фон Франц о јунговској анализи бајки. На институту за примењену психологију завршава курс за Роршахов тест код Евалда Бома.
Друштво психолога СР Србије 1989. године му додељују награду „Др Борислав Стевановић“ за научни допринос у психологији.
Бавио се психотерапијом интегративног тима, која је укључивала Фројдову психоанализу (индивидуално несвесно), Јунгову аналитичку психологију (колективно несвесно) и Сондијеву шикзал-анализу (фамилијарно несвесно), заједно чинећи целину.
Од 1990. године па до своје смрти држао је искуствене и едукативне семинаре за групну анализу снова у Београду, Скопљу и Новом Саду.
Отац је две ћерке.

#### Књиге
- Неуротски синдроми (1981), се бави дубинском психологијом неуроза.
- Его-психологија психопатије (1982), се бави дубинском психологијом психопатском поремећаја личности.
- Дубинско-психолошки дијагностички практикум (1985), која се бави теоријом и праксом дубинске психологије.
- Психопатологија Ега (1988), која се бави Его-психологијом психичких поремећаја.
- Психологија снова и њихово тумачење (2000-2012), која се бави научним тумачењем снова кроз тродимензионални приступ (Фројдово, Јунгово и Сондијево посматрање).
- Архетипски свет Десанке Максимовић (2003), се састоји из три дубинско-психолошка есеја, од којих се први бави једном визијом из детињства Десанке Максимовић, други анализом једног њеног сна о црноме псу који се годинама понављао, и трећи анализом поеме „ Тражим помиловање.
- Анима Лазе Костића (2004), је од средишњег значаја не само за разумевање његове комплексне личности, као и његовог специфичног односа према Ленки Дунђерској и његовој супрузи Јулијани Паланачкој, већ и за разумевање његовог дела, а посебно песме „Санта Мариа дела Салуте“. Снови Лазе Костића из његовог дневника су први пут протумачени.
- Записи о несаници Иве Андрића (2005-2012).
- Сеобе Милоша Црњанског у светлу снова Вука Исаковића (2007), која се бави дубинско –психолошким приступом Сеобама, и то у светлу снова Вука Исаковића, који су уједно и снови Милоша Црњанског. Два загонетна архетипска сна су у овој монографији протумачена путем Јунгове методе амплификације.
- 127 протумачених снова (2008), представља наставак књиге „Психологија снова и њихово тумачење“. У емпиријском делу је протумачено 127 снова и тиме показано како се у свакодневној пракси тумаче снови. Уједно, ово је прва књига те врсте у нашој земљи.
- Снови Маргерит Јурсенар у светлу психологије К. Г. Јунга (2009), представља прву књигу те врсте, јер двадесет два сна Маргерит Јурсенар, који чине њену књигу „Снови и судбине“, до данас нико није тумачио.
- Архетипски свет Николе Тесле (2010), се бави архетипским делом Теслине личности и његовог стваралаштва.
- Летњи сан Исидоре Секулић и други есеји (2011), садржи двадесет дубинско-психолошких есеја.
- Увод у дубинску психологију (2012), се бави уводом у дубинску психологију у најширем смислу, са посебним освртом на индивидуално, колективно и фамилијарно несвесно.